# Christian Clavier

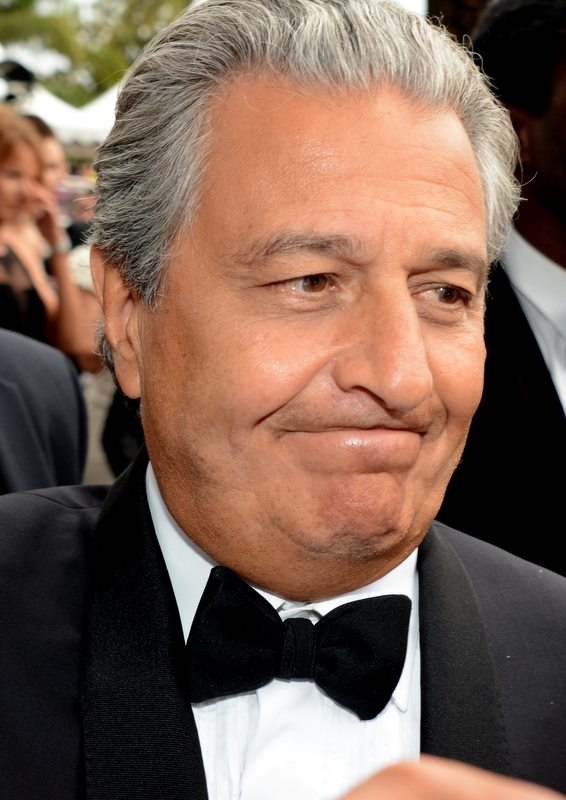
En la edición del 2014 del Festival de Cannes.

Christian Clavier (París, 6 de mayo de 1952) es un actor francés, Caballero de la Legión de Honor desde 2008.

## Biografía
Diplomado por el parisino Instituto de Estudios Políticos, comenzó su carrera en el teatro cómico de Le Splendid, un café-teatro fundado por un colectivo de actores durante los años 1970 con los que realizó numerosas películas de género burlesco. 
Es uno de los actores franceses más reconocidos, en especial por participar (en su mayoría) en producciones de comedia. Es conocido por interpretar a Astérix en Astérix y Obélix contra César (1999) y Astérix y Obélix: Misión Cleopatra (2002). También ha actuado en Los visitantes no nacieron ayer (1993) y Los visitantes regresan por el túnel del tiempo (1998) junto a Jean Reno y alejándose de la comedia interpretó a Napoleón Bonaparte en la miniserie de género dramático Napoleón (2002) junto a Isabella Rosellini y Gérard Depardieu.
En teatro puede mencionarse su participación en el reestreno de la obra La jaula de las locas (2009).

### Vida personal
- Estuvo casado con la también actriz Marie-Anne Chazel, con la que es padre de un hijo y con la que ha actuado en algunas películas.

## Filmografía
- 1991 - Operación Chuleta de ternera - Jean-Jacques Granianski
- 1993 - Los visitantes no nacieron ayer - Delcojón el bribón y Jacques-Henri Delculón
- 1994 - Mala fama - Christian Clavier
- 1995 - Ángeles Guardianes - Padre Hervé Tarain
- 1998 - Los visitantes regresan por el túnel del tiempo - Delcojón el bribón y Jacques-Henri Delculón
- 1999 - Astérix y Obélix contra el César - Astérix
- 2000 - Los Miserables (Miniserie de 4 capítulos) - Thénardier
- 2001 - Dos colgados en Chicago (Los visitantes cruzan el charco) - André le paté
- 2002 - Astérix y Obélix: Misión Cleopatra - Astérix
- 2002 - Napoleón (para televisión) - Napoleón
- 2004 - El archivo corso - Remí François (Alias Jack Palmer)
- 2006 - La entente cordiale - François de La Conche
- 2007 - El precio a pagar - Le prix à payer - Alexandra Leclère
- 2009 - El Albergue Rojo (2007)
- 2011 - La familia no se escoge
- 2013 - Los profesores - Monsieur Cutiro (Apodado Tirocu)
- 2014 - No molestar - Michel Leproux
- 2014 - Dios mío, ¿pero qué te hemos hecho? - Claude Verneuil
- 2016 - Los visitantes la lían - Delcojón el bribón
- 2017 - Una bolsa de canicas
- 2017 - Con los brazos abiertos
- 2019 - Dios mío, ¿pero qué te hemos hecho... ahora? - Claude Verneuil
- 2019 - Un verano en Ibiza
- 2019 - Astériz y Obélix: El secreto de la poción mágica
- 2021 - Misterio en Saint-Tropez
- 2022 - Dios mío, ¿pero qué nos has hecho? - Claude Verneuil
- 2024 - Ooh La La!
- 2024 - Algo le pasa a mi yerno